# Martin Weinek

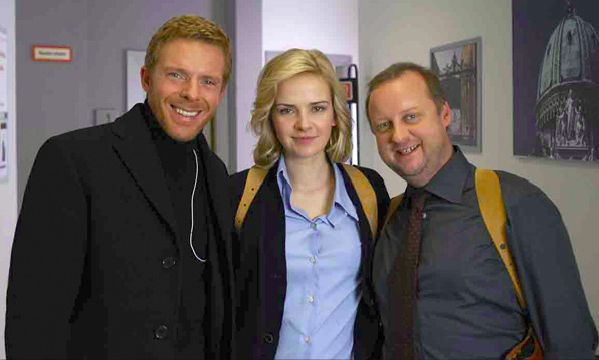
Martin Weinek (vpravo) s kolegy Denisou Zichovou a Kasparem Capparonim

Martin Weinek (* 5. června 1964 Leoben, Štýrsko) je rakouský divadelní a filmový herec. Jeho nejznámější rolí je patrně inspektor Kunz v televizní krimisérii Komisař Rex.
Weinek studoval v letech 1983-1986 herectví u prof. Petera P. Josta. Roku 1986 nastoupil ve vídeňském divadle Gruppe 80 dostal svou první drobnou filmovou úlohu ve filmu „Nachsaison“, v němž hrál obsluhu výtahu.
Roku 1987 hrál na porúrském festivalu v Recklinghausenu pod režií Georga Mittendreina ve hře „Der Lechner Edi schaut ins Paradies“ a popeláře ve filmu „Müllomania“ režírovaném Dieterem Bernerem. V letech 1988-9 působil v Jura Soyfertheater Wien, jakož i v jiných divadlech jako režisér, dramaturg a produkční, v letech 1990 a 1991 byl uměleckým vedoucím v hernalském městském divadle. Čas od času se Weinek objevuje v různých folmových a televizních rolích, např. v roce 1989 v šestidílné minisérii „Calafati Joe“.
Od roku 1993 se se svou ženou Evou, která po hereckých studiích pracuje jako dramaturgyně, ve volném čase zabývá vinařstvím a společně obhospodařují tříhektarovou vinici u Heiligenbrunnu.

## Filmografie
- 1989 Calavati Joe (televizní seriál)
- 1999-2004, 2008 Komisař Rex (televizní seriál)
- 2004 Silentium
- 2005 Grenzverkehr
- 2006 Unter weißen Segeln (díl „Träume am Horizont“)
- 2007 Die Rosenheim-Cops (díl „Liebe bis zum Ende“)
- 2008 Alpská klinika: Touhy srdce
- 2010 Todespolka
- 2011 Kebab mit Alles
- 2023 Am Ende wird alles sichtbar